# Victoria amazonica
Victoria amazonica (synoniem: Victoria regia) is de grootste soort in de waterleliefamilie. De plant wordt gekarakteriseerd door zijn bladeren die kastanjebruin zijn als ze het wateroppervlak bereiken, later worden ze groen. Jonge bladeren hebben korte, naar binnen omgekrulde randen. Oudere bladeren kunnen een diameter van drie meter bereiken. Ze hebben een vier tot tien centimeter hoge rand en drijven aan zeven tot acht meter lange stengels. De bladeren zijn aan de onderkant bezet met krachtige ribben en stekels. De grootste bladeren hebben een draagvermogen tot veertig kilogram.
De veertig centimeter brede bloemen hebben vele doornen op de kastanjebruine kelkbladeren. De plant heeft als bijzonderheid dat elke bloem slechts twee nachten bloeit. De eerste nacht dat een bloem bloeit is deze wit: deze kleur lokt de kevers die voor de bestuiving zorgen. Overdag sluit de plant de bloem. De volgende nacht heropent de plant de bloem, die dan is verkleurd tot lichtroze tot donkerroze. In tegenstelling tot wat soms wordt gedacht bloeien niet alle bloemen in dezelfde twee nachten. De vruchten rijpen onder water.
Deze soort heeft een temperatuur van 27 tot 30 °C nodig, wat zelfs in de tropen niet overal voorkomt. De plant komt van nature voor in stilstaand of langzaam stromend water in Brazilië, Colombia, Guyana en Peru.
In Nederland is Victoria amazonica aanwezig in de Hortus Botanicus in Haren, de Amazonica Dome en de Rivièrahal in Diergaarde Blijdorp te Rotterdam, de Oude Hortus van Utrecht, Almere Jungle in Almere, TU Delft Hortus Botanicus en de Victoriakas van de Hortus botanicus Leiden. In België kan dit onder meer in de plantentuin van de Universiteit Gent en de Nationale Plantentuin van België te Meise. De botanische tuin van de Universiteit van Bazel heeft een ronde, koepelvormige kas, speciaal voor de "koningin onder de waterlelies". De kas werd in 1896 gebouwd en in 1996 gerenoveerd.
Sinds 2002 wordt in de Hortus Botanicus Amsterdam elk jaar een Victoria-soort gekweekt in een verwarmde buitenvijver. Er wordt afgewisseld tussen een Victoria amazonica, een Victoria cruziana en een hybride tussen beide (een Longwood hybrid).